# Parque nacional de Białowieża
El Parque nacional de Białowieża (en polaco: Bialowieski Park Narodowy, en bielorruso: Нацыянальны парк Белавежская пушча, en ruso: Национальный парк "Беловежская пуща") es uno de los parques más antiguos de Europa y se encuentra entre Polonia y Bielorrusia. Fue creado en el año 1921 a partir de un antiguo dominio real y de caza imperial, y fue declarado parque nacional en 1932 bajo el nombre en polaco: Narodowy w Białowieży. De hecho, está dividido desde el año 1945 por la frontera entre los dos países y, a efectos prácticos, son dos parques separados, uno en Polonia (Bialowieski Parc Narodowy) y el otro en Bielorrusia (Нацыянальны парк Белавежская пушча). 
Tiene una superficie total de unas 150 000 hectáreas y está clasificado como espacio protegido de categoría II según la Unión Internacional para la Conservación de la Naturaleza La parte polaca fue declarada Patrimonio de la Humanidad en 1977 y en 1992 la parte bielorrusa, dentro de la denominación Bosque de Białowieża.

## Descripción
La superficie del parque está formada en su gran mayoría por bosques calificados como Reserva Mundial de la Biosfera y en él se encuentra el bosque de Białowieża. Alberga una gran variedad de fauna y flora, con cerca de 200 especies de aves y 62 especies de mamíferos.
En el parque hay una población de bisontes europeos, la mayor del mundo de estos mamíferos terrestres.